# أذينة إهدنية
الأذينة الإهدنية (باللاتينية: Phlomis tathamiorum) نوع نباتي يتبع جنس الأذينة من الفصيلة الشفوية. هي من أحدث الأنواع المكتشفة في بلاد الشام.

## الموئل والانتشار
موطنها بلاد الشام.